# Canton de Néronde
Le canton de Néronde est une ancienne division administrative française située dans le département de la Loire et la région Rhône-Alpes.

## Géographie
Ce canton était organisé autour de Néronde dans l'arrondissement de Roanne. Son altitude variait de 300 m (Saint-Jodard) à 1 004 m (Violay) pour une altitude moyenne de 573 m.

## Histoire
Depuis le nouveau découpage territorial de la Loire par décret du 26 février 2014, les communes de ce canton ont rejoint le canton du Coteau.

## Représentation

### Conseillers d'arrondissement (de 1833 à 1940)
| Période                                  | Période | Identité                            | Étiquette                | Qualité |
| ---------------------------------------- | ------- | ----------------------------------- | ------------------------ | --- |
| 1833                                     | 1842    | Jean François Genévrier (1795-1867) |                          | Géomètre, juge de paix à Néronde                                                                            |
|                                          |         |                                     |                          | |
| 1848                                     | 1852    | Louis Benoît Duvière                |                          | Maire de Saint-Cyr-de-Valorges                                                                              |
|                                          |         |                                     |                          | |
| 1852                                     |         | M. Desjoyaux                        | Candidat du Gouvernement | Propriétaire à Néronde                                                                                      |
| 1870                                     |         | M. Dumond                           |                          | |
|                                          |         |                                     |                          | |
| 1922                                     | 1940    | Denis Giraud                        | Radical                  | Industriel en soieries, maire de Bussières (1922-1938)                                                      |
| 1940                                     |         |                                     |                          | Les conseils d'arrondissement ont été suspendus par la loi du 12 octobre 1940 et n'ont jamais été réactivés |
| Les données manquantes sont à compléter. |         |                                     |                          | |

### Conseillers généraux de 1833 à 2015
| Période | Période          | Identité                              | Étiquette                           | Qualité |
| ------- | ---------------- | ------------------------------------- | ----------------------------------- | --- |
| 1833    | 1842             | Claude-Marie Coste                    |                                     | Propriétaire, maire de Néronde |
| 1842    | 1848             | Jean-François Genévrier               |                                     | Juge de paix à Néronde, conseiller d'arrondissement |
| 1848    | 1852             | François Millier                      |                                     | Docteur-médecin à Néronde |
| 1852    | 1858             | Louis-Benoît Duvière                  |                                     | Maire de Saint-Cyr-de-Valorges, conseiller d'arrondissement |
| 1858    | 1870             | Marie Jacques Henry Ramey de Sugny    | Candidat du Gouvernement            | Propriétaire du château de Souternon |
| 1870    | 1877             | Comte Joseph Palluat de Besset (fils) | Droite Monarchiste                  | Maire de Balbigny Propriétaire du château de Nervieux |
| 1877    | 1880 (démission) | Charles Cherpin                       | Républicain                         | Avocat à Roanne Président du Conseil général Député (1871, 1876-1879) Sénateur (1879-1884) |
| 1880    | 1907             | Gabriel Réal                          | Républicain puis Rad.               | Notaire Député (1891-1898) Sénateur (1906-1919) - Maire de Néronde Président du Conseil général (1902-1907) |
| 1919    | 1940             | Jean-Marie Simon                      | URD                                 | Négociant à Balbigny |
|         |                  |                                       |                                     | |
| 1943    | 1945             | Jean-Marie Bourrat                    |                                     | Artisan en soieries Maire de Bussières (1940-1944) Nommé conseiller départemental en 1943 |
|         |                  |                                       |                                     | |
| 1945    | 1951             | Henri Bernard                         | Mouvement des Prisonniers de Guerre | |
| 1951    | 1982             | Pierre Simon                          | DVD                                 | Maire de Balbigny (?-1965) |
| 1982    | 2008             | Pascal Clément                        | UDF puis UMP                        | Avocat à la Cour Député (1978-1993, 1995-2005 et depuis 2007) Maire de Saint-Marcel-de-Félines (1977-2001) Président de la Communauté de Communes de Balbigny jusqu'en 2008 Président du Conseil général (1994-2008) Ministre (1993-1995 et 2005-2007) |
| 2008    | 2015             | Jean-Claude Tissot                    | DVG puis PS                         | Éleveur Maire de Saint-Marcel-de-Félines (2008-2017) Président du groupe d'opposition au Conseil général |

## Composition
Le canton de Néronde regroupait dix communes et comptait 8 511 habitants (recensement de 2008 sans doubles comptes).
| Communes                | Population (2012) | Code postal | Code Insee |
| ----------------------- | ----------------- | ----------- | ---------- |
| Balbigny                | 2 721             | 42510       | 42011      |
| Bussières               | 1 482             | 42510       | 42029      |
| Néronde                 | 463               | 42510       | 42154      |
| Pinay                   | 275               | 42590       | 42171      |
| Sainte-Agathe-en-Donzy  | 118               | 42510       | 42196      |
| Sainte-Colombe-sur-Gand | 410               | 42540       | 42209      |
| Saint-Cyr-de-Valorges   | 347               | 42114       | 42213      |
| Saint-Jodard            | 582               | 42590       | 42241      |
| Saint-Marcel-de-Félines | 762               | 42122       | 42254      |
| Violay                  | 1 351             | 42780       | 42334      |

## Démographie
| 1962  | 1968  | 1975  | 1982  | 1990  | 1999  | 2006  | 2007  | 2009 |
| ----- | ----- | ----- | ----- | ----- | ----- | ----- | ----- | ---- |
| 7 563 | 8 156 | 7 862 | 7 827 | 7 865 | 8 087 | 8 442 | 8 511 | -    |